# Казацкая, Кристина Васильевна
Кристина Васильевна Казацкая (род. 13 декабря 1985, Ленинград) — пятикратная Чемпионка Европы WTHA.

## Биография
Окончила Институт специальной педагогики и психологии (ИСПИП) 2006—2012 с красным дипломом, где писала квалификационную работу на тему «Танцетератия для людей с ограниченными возможностями здоровья». Специалист по Специальной педагогике (АФК) и Специальной психологии.
Неоднократно поощрялась Дипломами WTHA Russia за организацию культурной и арт программ на международных Турнирах по настольному хоккею в России.
Казацкая Кристина — 5ти кратная Чемпионка Европы WTHA. Уже несколько лет проживает на острове Тенерифе и планирует вернуться к выступлениям на турнирах по настольному хоккею, а также стать одной из организаторов Канарские острова Оупен.

## Деятельность
В сферу деятельности Кристины Казацкой входили танцевальные проекты и организация турниров по настольному хоккею.
Основатель танцевальной школы « STUDIO 108» в Санкт-Петербурге. Руководитель AIR Дивизиона WTHA.
В Президиум WTHA избираются три должностных лица, но все они должны быть из разных стран. Действующий Президиум 2012—2016 : Президент — Якуб Хасил (Чехия), Орг. Директор — Дариуш Таргош (Польша), Казначей — В.Лазарев — Парголовский (Россия). Руководители по направлениям : ROD Дивизион — Микаэль Эклунд (Швеция), AIR Дивизион — Кристина Казацкая (Россия), BTH Дивизион — Мартин Кучера (Чехия)

## Достижения
Женский настольный хоккей:
- Чемпионка Европы WTHA 2009 (Водзислав, Польша) в Личном Женском Разряде
- Чемпионка Европы WTHA 2009 (Водзислав, Польша) в Командном Разряде
- Чемпионка Европы WTHA 2010 (Синиша , Словакия) в Командном Разряде
- Абсолютная Чемпионка Европы WTHA 2010 (Синиша , Словакия) в Командном Разряде
- Чемпионка Европы WTHA 2011 (Санкт-Петербург , Россия) в Личном Женском Разряде

## Цитаты
Лучшие игроки нашего региона — Многократная Чемпионка Мира ITHF Алексия Белавина , Чемпион Мира и Европы WTHA Герман Варгин , Чемпион Мира ITHF Андрей Воскобойников, пятикратная Чемпионка Европы WTHA Кристина Казацкая, Чемпионка Мира и Европы ITHF Мария Ялбачева , Чемпион Мира ITHF Олег Дмитриченко , Чемпион Европы ITHF Максим Борисов …и тд — Лазарев-Парголовский В. Занимательная история настольного хоккея .СПб,ФиЦ ,2012 .ISBN 978-5-600-00063-6

## Личная жизнь
Имеет родных сестер Катерину и Ксению, а также брата Тимофея. Замужем. В 2014 году у Кристины родилась дочь Татьяна, в 2017 — вторая дочка Диана, в 2019 родился сын Марк Давид, в 2021 дочь Аврора.

## Интервью
OZZMA. Интервью настольной хоккеистки Кристины Казацкой ( 30.01.2021 ) 